# Aggregata coelomica
Aggregata coelomica is een soort in de taxonomische indeling van de Myzozoa, een stam van microscopische parasitaire dieren. Het organisme komt uit het geslacht Aggregata en behoort tot de familie Aggregatidae. Aggregata coelomica werd in 1901 ontdekt door Léger.